# Amédée Félix Barthélemy Geille
Pour les articles homonymes, voir Geille.
Amédée Félix Barthélemy Geille, né le 24 novembre 1803 à La Ciotat et mort le 14 mai 1843 à Paris, est un graveur français.
Neveu de la femme de lettres Anne-Hyacinthe Geille de Saint-Léger, il abandonna très tôt l'usage de la particule dans son patronyme, sans doute à la suite d'une rupture avec le reste de sa famille.

## Biographie
Ami d'enfance de Frédéric Lepeytre, ce jeune artiste provençal est devenu orphelin de père et de mère à l'âge de 15 ans et est monté à Paris pour s'inscrire aux Beaux-Arts. Il y devint le protégé de la femme de lettres Marceline Desbordes-Valmore par l'intermédiaire de Lepeytre, comme le montre la correspondance de celle-ci.
Graveur en taille-douce, élève de Louis Hersent et Théodore Richomme, membres de l'Institut,, il remporta le grand prix de Rome en 1832 et se fit connaître comme graveur au burin.
Il a gravé le portrait de Puget, le Torse de Pagniez et le portrait de Lafayette. Il a gravé le plafond du Louvre, représentant Napoléon en Égypte, d'après Léon Cogniet.
Il a par ailleurs remporté plusieurs prix de l'Académie.

## Gravures
- Portrait de Charlotte Corday, d'après le portrait original appartenant à M. Lecurieux
- Portrait de Grétry au piano